# Dolly Kill Kill
Dolly Kill Kill (ドリィ❤キルキル) ist eine Mangaserie des Mangaka Kengo Kurando, der von Yūsuke Nomura illustriert und in Japan zwischen dem 16. August 2014 und dem 23. September 2017 beim Verlag Kodansha veröffentlicht wurde. Die Serie, die den Genres Fantasy, Science-Fiction und Horror zuzuordnen ist, umfasst elf Bände und 155 Kapitel.
Im deutschsprachigen Raum erschien der Manga zwischen dem 6. April 2017 und dem 6. Dezember 2018 beim Verlag Egmont Manga. In Nordamerika wurde der Manga von DeNA lizenziert.

## Handlung
Irumo Ikaruga ist ein optimistischer und lebensfroher Oberschüler. Sein Leben ändert sich jedoch dramatisch als übermenschlich große Puppen über die Welt herfallen und beinahe die gesamte Menschheit auslöschen. Die Überlebenden wurden indes versklavt. Irumo kann den Angriffen des monströsen Feindes entkommen, jedoch hat er alles verloren was ihm lieb und teuer war. Als er erfährt, dass das Mädchen seiner Träume noch am Leben sein könnte, schließt er sich einer Widerstandstruppe an und kämpft gegen die Invasoren.

## Veröffentlichung
| Band | Veröffentlichung (Deutschland) | ISBN (Deutschland)      |
| ---- | ------------------------------ | ----------------------- |
| 1    | 6. Apr. 2017                   | ISBN 978-3-7704-9389-0. |
| 2    | 1. Juni 2017                   | ISBN 978-3-7704-9390-6. |
| 3    | 3. Aug. 2017                   | ISBN 978-3-7704-9391-3. |
| 4    | 5. Okt. 2017                   | ISBN 978-3-7704-9392-0. |
| 5    | 7. Dez. 2017                   | ISBN 978-3-7704-9591-7. |
| 6    | 1. Feb. 2018                   | ISBN 978-3-7704-9592-4. |
| 7    | 4. Apr. 2018                   | ISBN 978-3-7704-9816-1. |
| 8    | 6. Juni 2018                   | ISBN 978-3-7704-9817-8. |
| 9    | 2. Aug. 2018                   | ISBN 978-3-7704-9818-5. |
| 10   | 4. Okt. 2018                   | ISBN 978-3-7704-9979-3. |
| 11   | 6. Dez. 2018                   | ISBN 978-3-7704-9980-9. |